# Mauritius-Grausittich
Der Mauritius-Grausittich (Lophopsittacus bensoni, Syn.: Psittacula bensoni) ist eine ausgestorbene Papageienart.
Die Art wurde aufgrund von Skelettfunden bzw. Knochenresten (Unterkiefer, Gaumenbein und Tarsometatarsus) sowie alten Reiseberichten beschrieben. Bisher fehlt jeder Beleg für einen Balg in alten Museumsbeständen oder für die Haltung der Art in Menschenhand. Als Aussterbeursache wird die Jagd durch europäische Seefahrer zu Nahrungszwecken angenommen. Der Mauritius-Grausittich hatte ein graues Gefieder, eine weiße Augenregion und einen langen Schwanz. Er zeigte wenig Scheu vor dem Menschen. Bei der Jagd wurden rufende Lockvögel genutzt und die herbeifliegenden Sittiche getötet. Willem van West-Zanen (1602) lieferte in seinem Reisebericht eine Schilderung der Jagd, die auch abgebildet ist. 1764 notierte der General Governor von Pondicherry, Réunion and Mauritius David Charpentier de Cossigny (1740–1801), dass die Wälder von Mauritius voll Papageien seien, diese Beschreibung kann sich jedoch auch auf andere dort heimische Papageienarten beziehen. Die letzten Berichte über den Mauritius-Grausittich gab es in den 1730er-Jahren.